# Minerallagen
Minerallagen (1991:45) är en svensk lag, som gäller undersökning och bearbetning av fyndigheter på egen eller annans mark av vissa mineraliska ämnen (koncessionsmineral). Lagen tillämpas inte inom allmänt vattenområde i havet.

## Historik
Rätten till mineraltillgångar har länge varit reglerad särskilt i lagstiftningen. Lagstiftningen byggdes upp för att stödja och reglera utvinningen av de metaller som först började brytas i Sverige, det vill säga främst järn och koppar. 
Innan minerallagen trädde i kraft reglerades rätten att utnyttja mineraltillgångar enligt tre olika system, nämligen inmutningssystemet, koncessionssystemet och jordäganderättssystemet.
Inmutningssystemet innebar i princip att den som först anmälde att han vill utnyttja en fyndighet fick rätt till denna. Systemet låg till grund för gruvlagen (1974:342). Enligt gruvlagen beviljades inmutningsrätt av bergmästaren. Den som fått sådan rätt (inmutaren) fick inom ett angivet område utföra undersökningsarbete i fråga om inmutningsbart mineral. Om inmutaren ville bearbeta en fyndighet hade han rätt att få sig anvisat ett arbetsområde för detta, ett så kallat utmål.
Principen för koncessionssystemet var att rätten att undersöka och bearbeta en fyndighet uppläts efter fri prövning av staten. Systemet gav därmed ett starkare samhällsinflytande än inmutningssystemet. Bestämmelser om koncession fanns i lagen (1974:890) om vissa mineralfyndigheter. Koncession enligt den lagen meddelades som undersökningskoncession eller bearbetningskoncession. Koncession beviljades endast den som från allmän synpunkt befanns lämplig.
För mineral som föll utanför de nämnda lagarna gällde jordäganderättssystemet, som innebar att rätten till mineralfyndigheter tillkom jordägaren.  
Minerallagen trädde i kraft den 1 juli 1992 och ersatte då gruvlagen, lagen om vissa mineralfyndigheter och lagen (1949:658) om inlösen i vissa fall av rätt till gruva m. m. Den nya lagen bygger på koncessionssystemet men har starka inmutningsrättsliga inslag.

## Uppbyggnad
Lagen hade ursprungligen 17 kapitel. Det elfte kapitlet har sedermera upphävts. Lagen har för närvarande följande kapitel.
- 1 kap. Inledande bestämmelser

- 2 kap. Undersökningstillstånd

- 3 kap. Undersökningsarbete

- 4 kap. Bearbetningskoncession

- 5 kap. Bearbetning m. m.

- 6 kap. Överlåtelse, frånträdande, återkallelse och ändring av undersökningstillstånd och koncession

- 7 kap. Ersättning

- 8 kap. Prövningsmyndigheter m. m.

- 9 kap. Markanvisningsförrättning

- 10 kap. Betalning av ersättning m. m.

- 12 kap. Gemensam förvaltning av koncessionsrätt

- 13 kap. Verkan av att en bearbetningskoncession upphör

- 14 kap. Avgifter och andra särskilda skyldigheter

- 15 kap. Tillsyn, handräckning, vite och ansvar

- 16 kap. Överklagande av beslut

- 17 kap. Särskilda bestämmelser

## Koncessionsmineraler
Koncessionsmineralerna delas in i följande tre grupper:
1. antimon, arsenik, beryllium, bly, cesium, guld, iridium, järn som förekommer i berggrunden, kobolt, koppar, krom, kvicksilver, lantan och lantanider, litium, mangan, molybden, nickel, niob, osmium, palladium, platina, rodium, rubidium, rutenium, silver, skandium, strontium, tantal, tenn, titan, torium, vanadin, vismut, volfram, yttrium, zink och zirkonium,
2. andalusit, apatit, brucit, flusspat, grafit, kyanit, leror som är eldfasta eller klinkrande, magnesit, magnetkis, nefelinsyenit, sillimanit, stensalt eller annat salt som förekommer på liknande sätt, svavelkis, tungspat och wollastonit,
3. diamant.[1]

## Undersökning och bearbetning
Med undersökning avses i minerallagen arbete i syfte att påvisa en fyndighet av ett koncessionsmineral och att utröna fyndighetens sannolika ekonomiska värde och dess beskaffenhet i övrigt, i den mån sådant arbete innebär intrång i markägarens eller annan rättsinnehavares rätt. Med bearbetning avses utvinning och tillgodogörande av ett koncessionsmineral.
Minerallagens grundläggande regel är att, om inte annat sägs i lagen, undersökning får utföras endast av den som har undersökningstillstånd och bearbetning endast av den som har bearbetningskoncession.

## Undersökningstillstånd
Undersökningstillstånd ska avse ett bestämt område, som inte får vara större än att tillståndshavaren kan antas ha möjlighet att undersöka det på ett ändamålsenligt sätt och som i övrigt ska ha en för ändamålet lämplig form.
Undersökningstillstånd ska meddelas, om det finns anledning att anta att undersökning i området kan leda till fynd av koncessionsmineral. Tillstånd får dock inte beviljas den som uppenbarligen saknar möjlighet eller avsikt att få till stånd en ändamålsenlig undersökning eller den som tidigare har visat sig olämplig att bedriva undersökningsarbete.
Den som har undersökningstillstånd får bedriva undersökningsarbete inom tillståndsområdet. Undersökningsarbete får bedrivas endast för att visa att sådant mineral som omfattas av tillståndet finns inom området och för att ta närmare reda på fyndighetens storlek, beskaffenhet och brytvärdhet.

## Bearbetningskoncession
Bearbetningskoncession ska avse ett bestämt område, som bestäms efter vad som är lämpligt med hänsyn till fyndigheten, ändamålet med koncessionen och övriga omständigheter. Koncession ska meddelas, om en fyndighet som sannolikt kan tillgodogöras ekonomiskt har blivit påträffad och fyndighetens belägenhet och art inte gör det olämpligt att sökanden får den begärda koncessionen. Koncession för bearbetning av olja eller gasformiga kolväten får beviljas endast den som visar att han är lämplig att bedriva sådan bearbetning.
Den som har koncession får inom koncessionsområdet, "i dagen" (ovan jord) eller under jord, dels bedriva undersökningsarbete, dels utföra bearbetning och därmed sammanhängande verksamhet. För bearbetning och därmed sammanhängande verksamhet som sker i dagen får koncessionshavaren dock ta i anspråk endast mark som har anvisats för ändamålet.

### Författningstext
- Minerallagen (1991:45)